# Corynoptera macricula
Corynoptera macricula är en tvåvingeart som beskrevs av Werner Mohrig och Nina Krivosheina 1986. Corynoptera macricula ingår i släktet Corynoptera och familjen sorgmyggor.
Artens utbredningsområde är Turkmenistan. Inga underarter finns listade i Catalogue of Life.